# Nelsinho Baptista
Nelsinho Baptista (født 22. juli 1950) er en tidligere brasiliansk fodboldspiller og træner.